# Schönleinstraße (métro de Berlin)
Schönleinstraße est une station du métro de Berlin à Berlin-Kreuzberg, desservie par la ligne U8. La station est nommée en l'honneur de Johann Lukas Schönlein (1793-1864), le médecin de Frédéric-Guillaume IV de Prusse. De 1951 à 1992, la station s'appelait Kottbusser Damm.